# Panhard Dynavia
El Panhard Dynavia es un prototipo del fabricante francés Panhard presentado en 1948. Posee la particularidad de que se conserva un único ejemplar de este vehículo de tan singular aspecto.

## Antecedentes

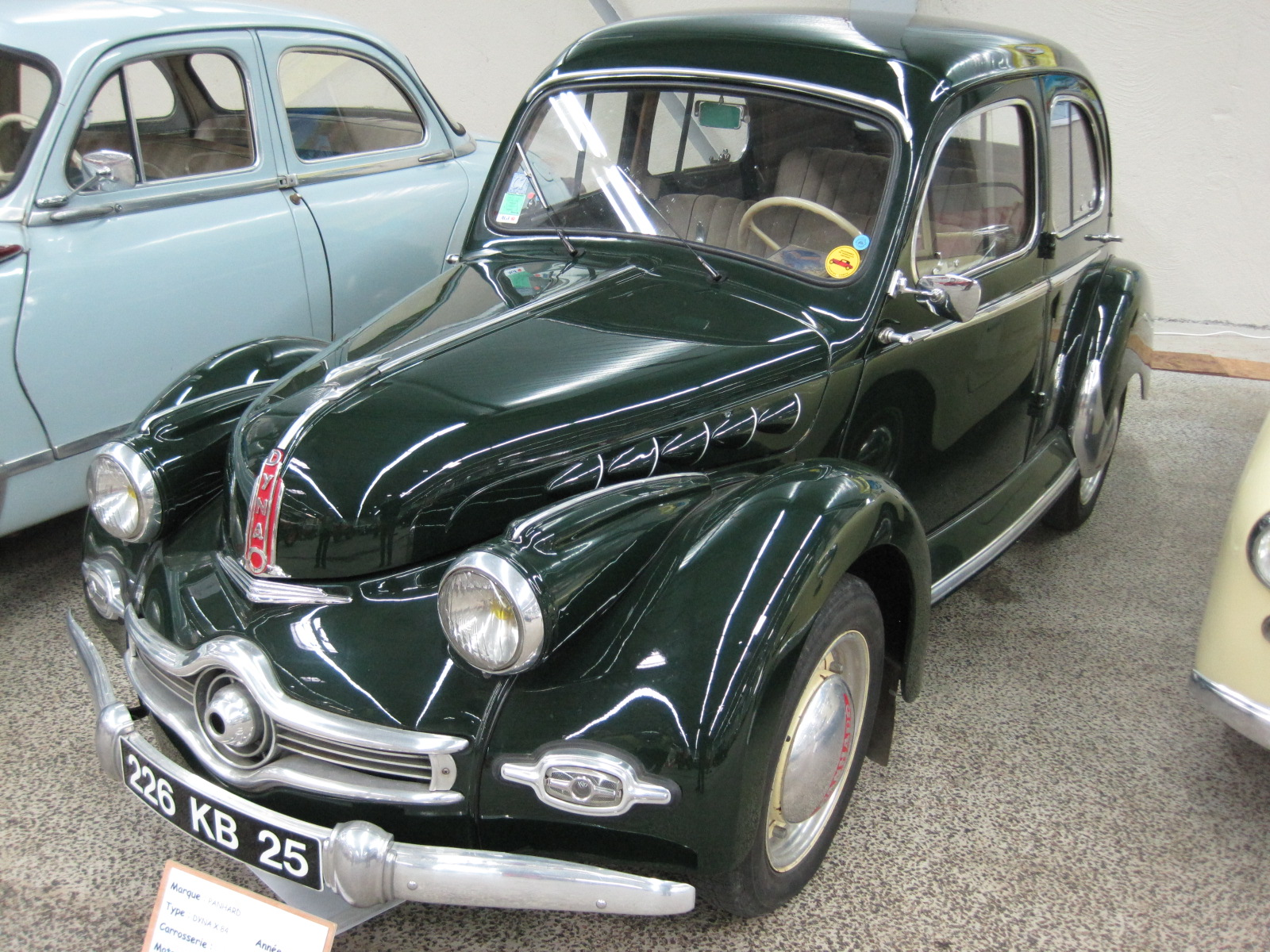
Panhard Dyna X84 (1951)

Panhard fue uno de los fabricantes de automóviles más antiguos con un departamento de diseño. Después de la Segunda Guerra Mundial la producción se redujo, cambiando el enfoque de sus vehículos. En lugar de modelos lujosos con grandes motores, la empresa pasó a vender con la marca Panhard pequeños vehículos ligeros con motores de dos cilindros para el segmento inferior del mercado. El primer modelo de esta nueva generación fue el Panhard Dyna X, que apareció ya en 1945.

## Concepto

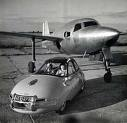
Prototipo Panhard Dynavia, diseño de Louis Bionnier (Werkbild, 1948)

El jefe de diseño durante muchos años de Panhard, Louis Bionnier, buscaba nuevas maneras de ahorrar peso y mejorar la aerodinámica, inspirado en conceptos de uso habitual en aeronáutica. El Dynavia ofrecía cuatro plazas, pero como prototipo, se centraba menos en la practicidad y en la comodidad. Únicamente fueron construidos dos ejemplares, habiendo piezas listas para un tercero, pero finalmente no se utilizaron.

### Tecnología
Bionnier tenía el control directo sobre los componentes del Dyna X, donde también se utilizaba el motor bóxer de dos cilindros de 610 cc refrigerado por aire que montaba el Dynavia. Se optimizó la estructura tubular del chasis, dando soporte a una carrocería significativamente abultada, para la que fue elegido un material particularmente ligero: Duralinox, una sofisticada aleación de aluminio con cobre y magnesio. Con esta configuración, el Dynavia pesaba 610 kg, y era alrededor de una cuarta parte (210 kg) más ligero que el Dyna X y más de 20 km/h más rápido.
En lugar de la palanca de cambio del Dyna X situada junto al volante, se utilizó una palanca oculta bajo el tablero de instrumentos que el conductor tenía que accionar "a ciegas".
El Dynavia fue construido en los antiguos estudios Delaugère en Orléans, el taller de carrocería de Panhard.

### Especificaciones

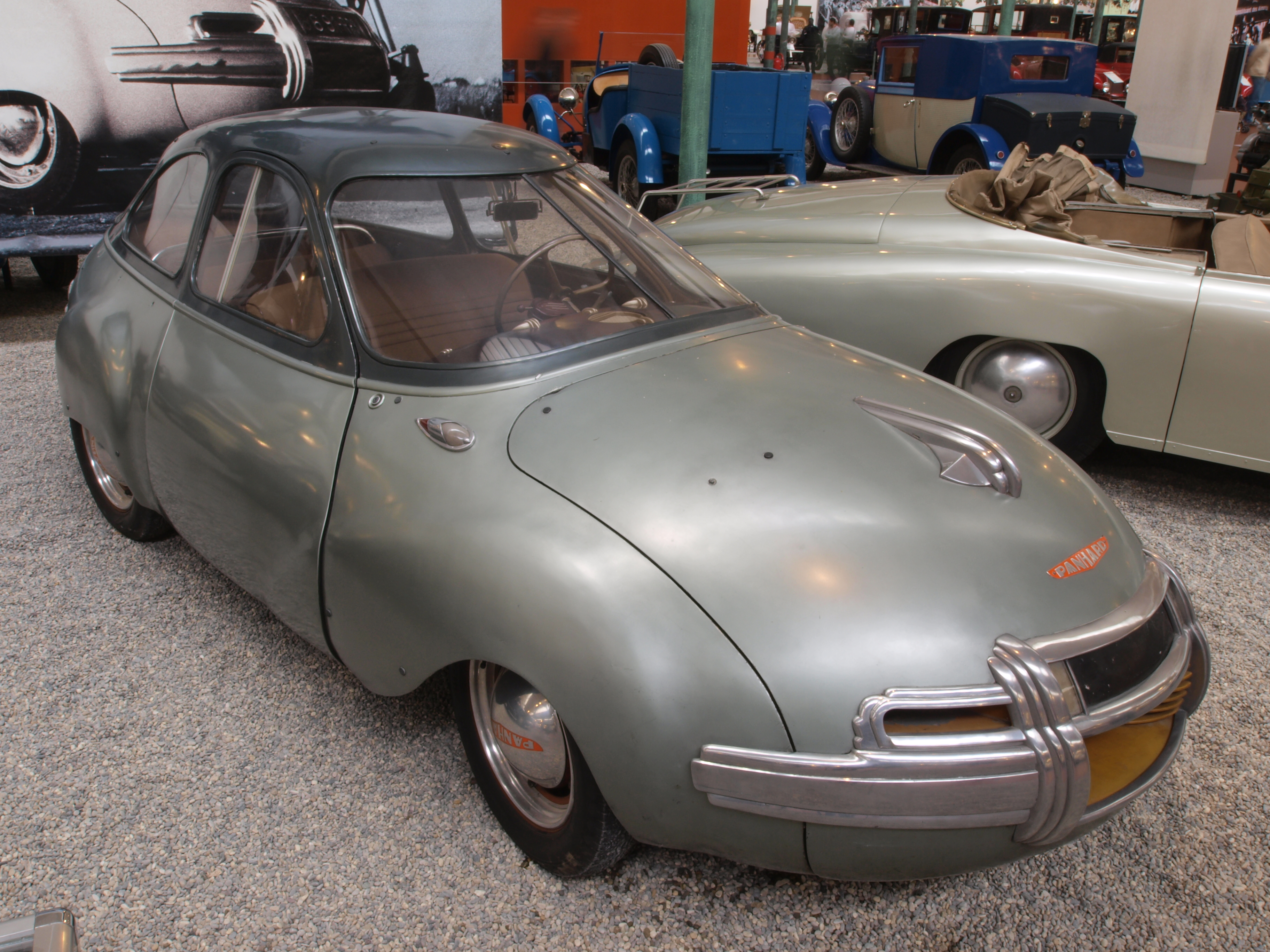
Panhard Dynavia (1948)

- Motor: Panhard bóxer de dos cilindros refrigerado por aire, 610 cc[2]
- Potencia: 28 CV (20,5 kW)[2]
- Transmisión de potencia: Tracción delantera
- Cambio: Manual, de cuatro velocidades[2]
- Peso: 610 kg[2]
- Velocidad máxima: 130 km/h[2]
- Consumo: aproximadamente 4,2L/100 km[3]

### Diseño

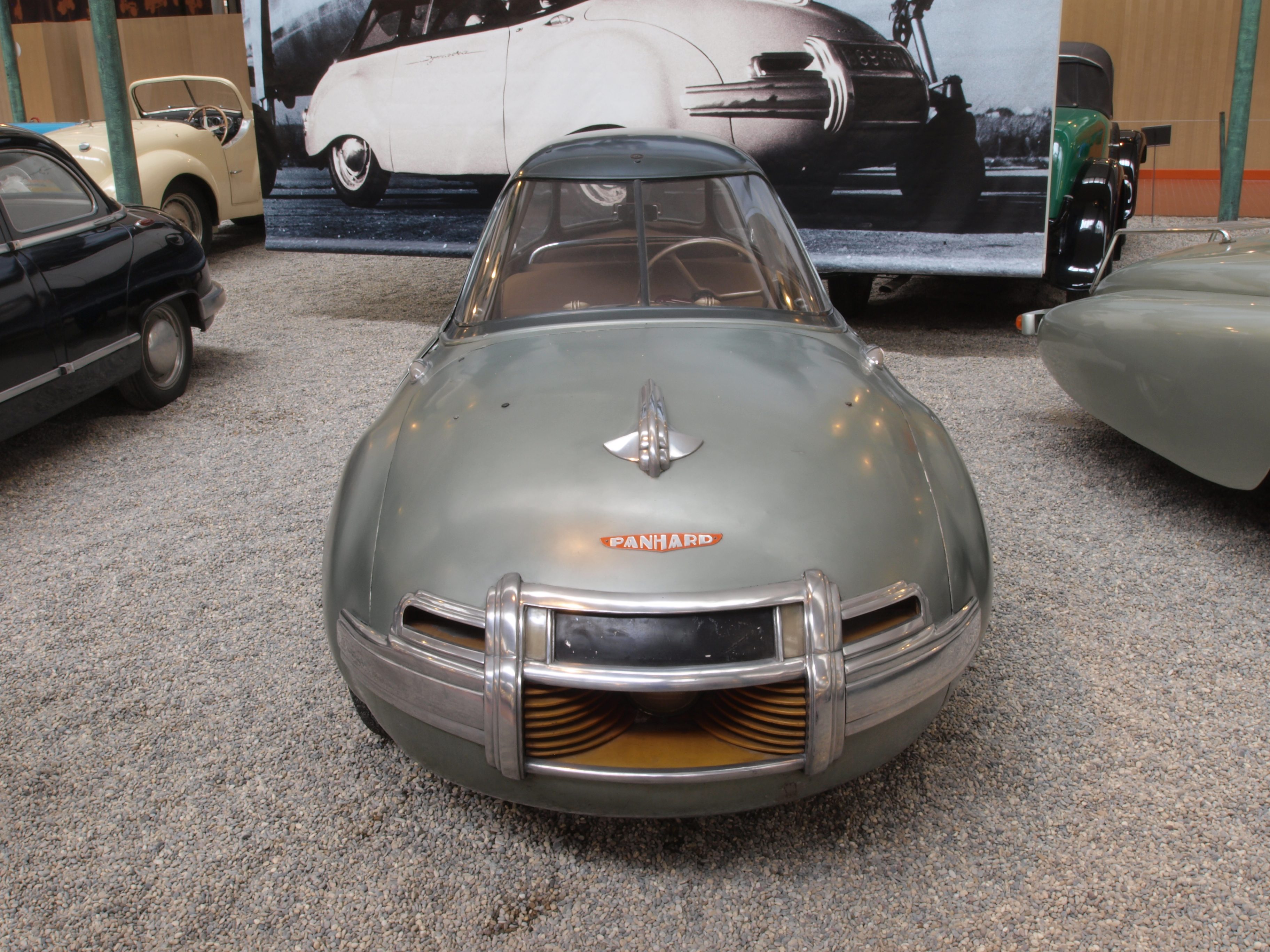
Frontal del Dynavia. Incluye una lámpara antiniebla delantera central situada por encima del alojamiento de la matrícula. Los faros se ubican en el compartimiento del motor mediante dos ranuras laterales.

Su aspecto se caracteriza por la forma extrema de lágrima de la carrocería del vehículo, que recuerda vagamente a un avión. Bionnier fue uno de los primeros que se inspiró en las formas de la naturaleza para diseñar carrocerías de automóviles más eficientes; en particular, estudió la aerodinámica de los pájaros y la anatomía de los peces. Además, el diseño es también el resultado de los experimentos realizados en el año 1947 a escala de 1:5 en el túnel de viento del Instituto Aérotechnique en Saint-Cyr al suroeste de París. Su coeficiente aerodinámico es relativamente pequeño: 0,26.
El frente es bulboso y contiene unos faros antiniebla dispuestos centralmente entre las dos ranuras donde se sitúan los faros principales. Las luces combinadas de indicadores de giro y de posición se montan directamente en el frente del parabrisas. La luna frontal y la luneta trasera se dividen en dos partes; los cuatro parachoques están ligeramente esbozados; y la parte trasera termina con una cuña distintiva inconfundible, rematada con una sola la luz trasera. Típico de vehículos aerodinámicos es el voladizo trasero muy largo. Las puertas están articuladas en su parte trasera.
El tablero de instrumentos -debido a su construcción- se sitúa muy bajo, con elementos de madera y con detalles decorativos de latón. Los dos relojes colocados centralmente se insertan de forma oblicua.

## Novedades técnicas

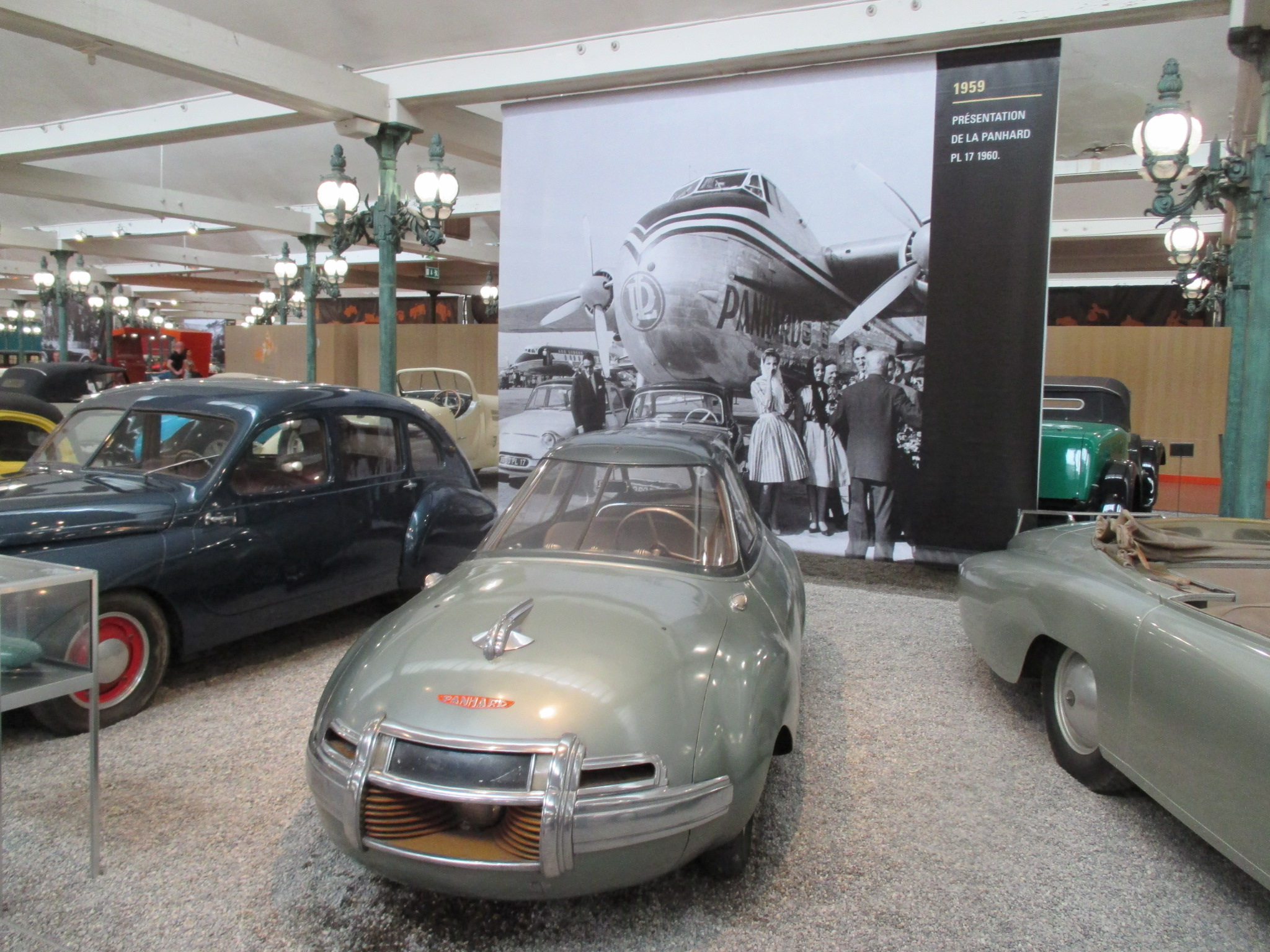
Panhard Dynavia de 1948

En el Salón del Automóvil de París de 1948 el Dynavia suscitó una considerable atención.
En los años siguientes Panhard se asentó consistentemente en el camino iniciado. Los resultados del proyecto Dynavia desembocaron en el desarrollo y la construcción de diseños ligeros, lo que seguía siendo un problema por la escasez de materiales de la posguerra, debiendo emplearse menores proporciones de metal ligero. La combinación de diseño ligero y aerodinámica llevó a una respuesta de conducción aceptable a pesar del pequeño motor, siendo pionero de este concepto en la industria automotriz. El consumo de 4 a 4,5 litros cada 100 km es todavía hoy en día notable. El diseño, sin embargo, era demasiado poco práctico para un coche de uso diario.

## Paradero

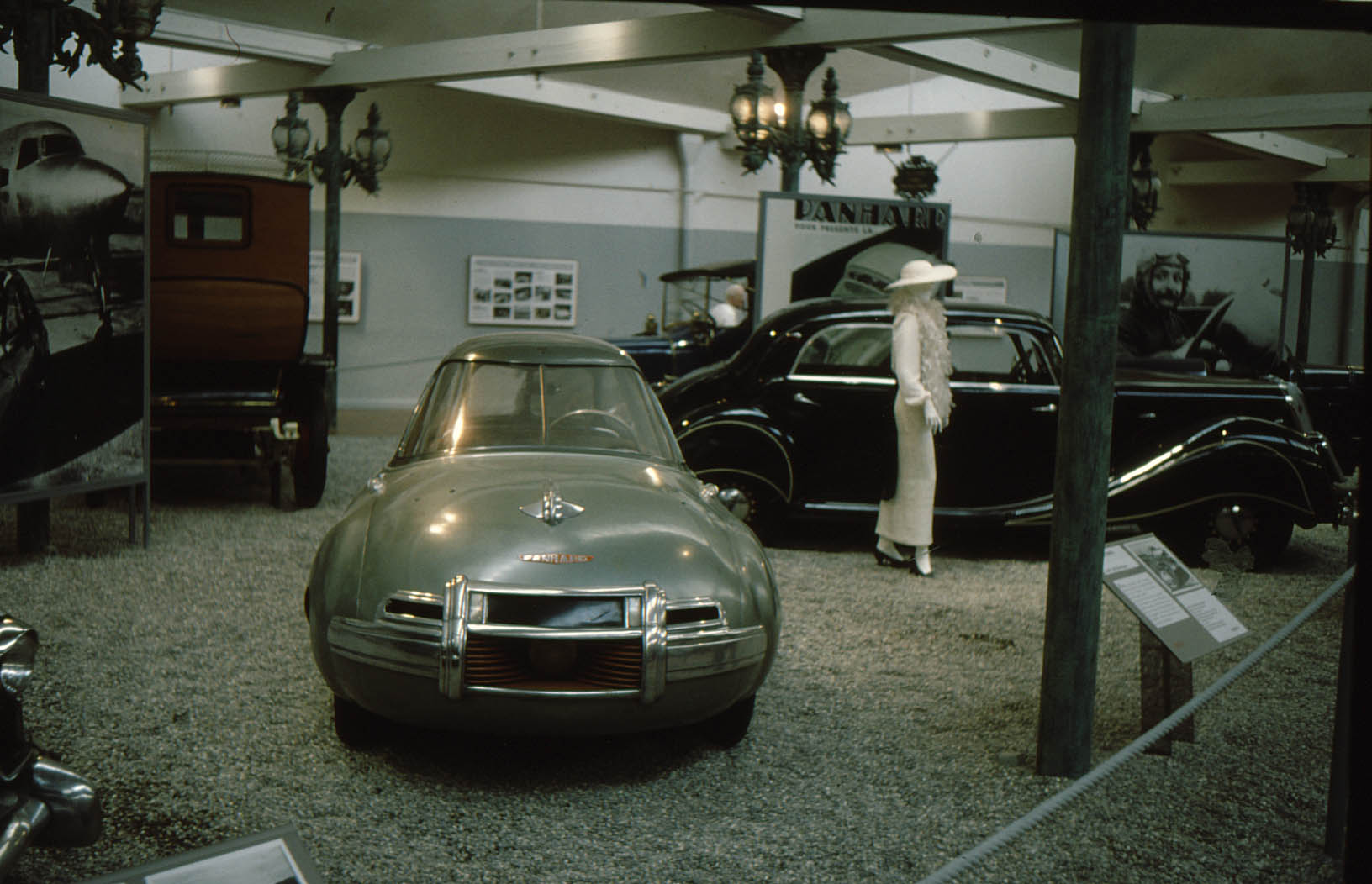
Dynavia en la "Cité de l’Automobile" de Mülhausen

Uno de los dos vehículos, probablemente, fue vendido a un distribuidor Panhard en Grenoble. A partir de ahí siguió en Suiza y se perdió en un accidente. El segundo vehículo, después de la adquisición de Panhard por Citroën, quedó en su poder. Hoy en día se encuentra en calidad de préstamo permanente en la Ciudad del Automóvil - Colección Schlumpf - del Museo Nacional de Mülhausen. Del paradero de las partes para un tercer Dynavia nada se conoce.
En 2005 el Dynavia fue expuesto en la feria Rétromobile en París.